# Ziridava
Ziridava (Ziridaua, grec ancien : Ζιρίδαυα) était une ville Dace située entre Apulon et Tibiscum, mentionnée par Ptolémée dans la région de la tribu Dace de Biephi (aujourd'hui la Roumanie, région du Banat),. 

## Sources anciennes

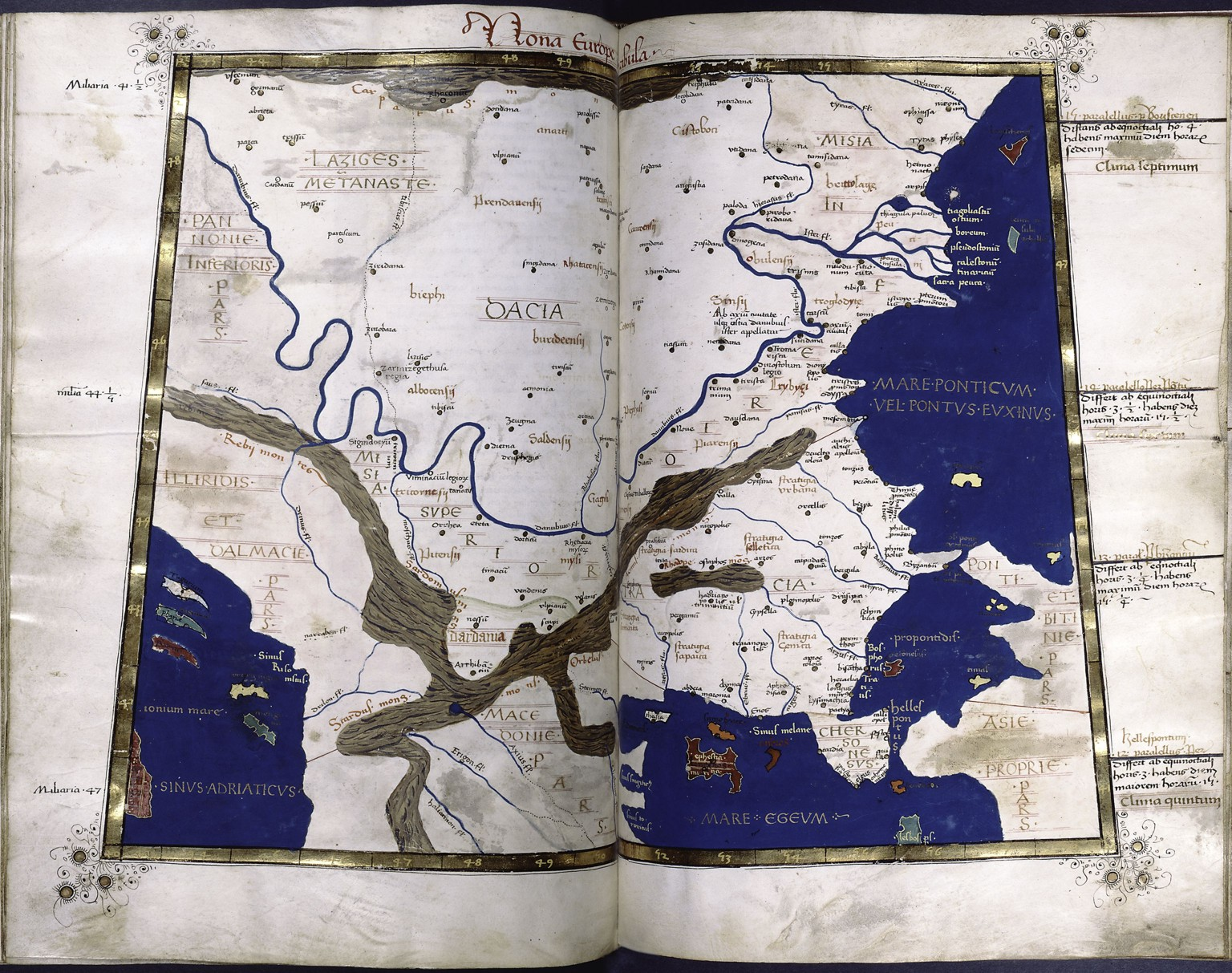
Carte de Dacia tirée d'un livre médiéval réalisé d'après la géographie de Ptolémée (vers 140). Ziridava est au nord-ouest.

### Géographie de Ptolémée
Ziridava est mentionné dans la géographie de Ptolémée (vers 140) sous la forme Ziridaua (grec ancien : Ζιρίδαυα) en tant que ville importante de l'ouest de la Dacie, par 48° de latitude N et 46° 30' de longitude E, (notez qu'il a utilisé un méridien différent et que certains de ses calculs étaient erronés). Ptolémée a terminé son travail peu de temps après les guerres daces de Trajan, à la suite de quoi des parties de la Dacie ont été incorporées dans l'Empire romain en tant que nouvelle province de la Dacie. Cependant, il a basé son travail sur des sources plus anciennes comme Marinus of Tire, car Ziridava aurait été détruit pendant la guerre,. 

### Tabula Peutingeriana

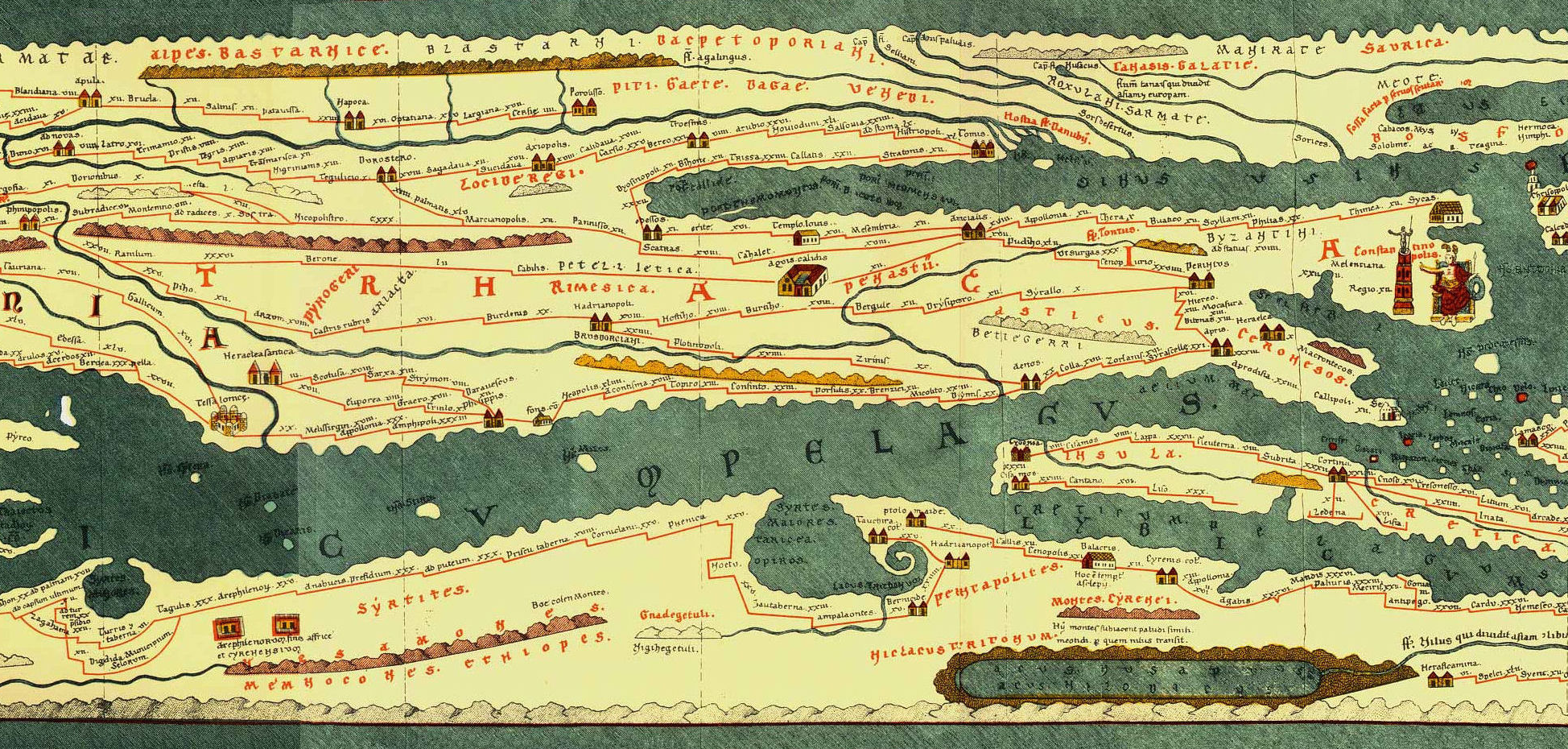
Dacia sur Tabula Peutingeriana

Contrairement à de nombreuses autres villes daces mentionnées par Ptolémée, Ziridava est absente de la Tabula Peutingeriana (Ier-IVe siècles), un itinéraire contenant le cursus publicus, le réseau routier de l'Empire romain. 
Cela a incité le philologue et historien danois Gudmund Schütte à supposer que Ziridava et Zurobara sont une seule et même entité. Cette idée est considérée comme erronée aux côtés de nombreuses autres duplications de noms présumés, par le roumain historien et archéologue Vasile Pârvan dans son travail Getica. Pârvan a examiné toutes les localités mentionnées dans Ptolemy's Geographia, analysant et vérifiant toutes les données dont il disposait à l'époque. Il souligne que Ziri et Zuro (qui signifie « eau ») sont les racines de deux mots geto - daces différents. De plus, Ptolémée a fourni des coordonnées différentes pour les deux villes,, certaines cartes médiévales créées sur la base de son Geographia représentent deux villes distinctes. 

## Étymologie
Dans la langue dace (Thrace du Nord), dava signifie cité, ville, forteresse. 
Vasile Pârvan considère que la forme Ziri- est la même que la forme Giri- (cf.Zermi et Germi). Ziri- correspond à la racine proto-indo-européenne ǵʰel- « briller, or » de sorte que Ziridava signifie « la forteresse d'or ».

## Emplacement
Puisqu'aucune inscription n'a été trouvée à ce jour, Ziridava est hypothétiquement située sur l'un des sites suivants à Banat (ouest de la Roumanie): 
- Cenad, comté de Timiş
- Pecica, comté d'Arad (le plus probable)
- Cladova, comté d'Arad
- Zărand, comté d'Arad
- Arad

### Cenad
Sur la base de son analyse de la géographie de Ptolémée, et des données précédemment enregistrées, Vasile Pârvan souligne que Ptolémée avait placé Ziridava à l'extrême ouest de la Dacie, près du milieu de la rivière Tisa et l'identifie, hypothétiquement, avec la ville moderne de Cenad (Timiş), située sur la rive gauche de la rivière Mureş, où des reliques romaines ont été trouvées. 
En 1868, au milieu de l'ancien village de la Cénade, en creusant les fondations de la nouvelle église, une variété d'objets romains ont été trouvés, y compris des briques, dont beaucoup sont estampillées Legio XIII Gemina (CIL, III, 1629, 1018, 8065), un fragment de sarcophage, une inscription en pierre fragmentaire (CIL, III, 6272) et un denier de Faustine. Plus tard, au cours de divers travaux de génie civil, d'autres matériaux archéologiques romains ont été découverts: poids, tuiles, pièces de monnaie des empereurs Claudius Gothicus, Aurelian, Marcus Aurelius Probus et Constantius II, fragments de céramique, chapiteaux de colonnes, broches, etc. maintenant, aucune fouille systématique n'a été effectuée dans le village. Sur la base de matériaux découverts accidentellement à Cenadul Mare (Big Cenad), il est supposé qu'un castra romain existait là-bas, ayant probablement pour mission de superviser le transport sur la rivière Mureş. Contrairement à l'abondance du matériel archéologique romain, jusqu'à ce jour, seuls quelques fragments de poteries daces ont été découverts accidentellement et il n'y a aucune information sur l'emplacement exact des découvertes. Les fragments sont conservés au Musée du Banat à Timişoara. 

### Pecica

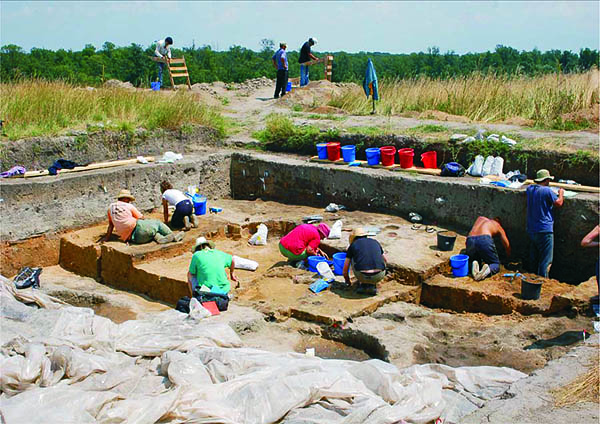
Site archéologique Şanţul Mare, Pecica, Roumanie, 2008

Une ville fortifiée geto-dace datant du règne de Burebista (82–44 av. J.-C.) a été découverte sur le site archéologique appelé Şanţul Mare (Big Ditch), à 7 km de Pecica. 
L'archéologue Ion Horaţiu Crişan a été très impliqué dans la recherche à Pecica et a placé Ziridava à cet endroit avec un haut degré de certitude. Il a écrit le livre Ziridava - Les fouilles de Șanțul Mare De 1960, 1961, 1962, 1964, axé sur les fouilles archéologiques effectuées dans les années 1960 dans cette ville antique. 
Le site est très ancien et a été peuplé à l'âge de bronze. Au moins 16 périodes archéologiques ont été distingués, en commençant par le néolithique et se terminant par l'âge féodal (depuis le XIIe siècle, un cimetière existait à cet endroit) et avec l'une des séquences les plus claires de développement de la poterie au Banat. Une grande collection de moules en pierre pour la métallurgie a été trouvée, avec des cimetières d'inhumation contenant de riches objets funéraires en or, en bronze et en faïence et des perles d'ambre. Les couches les plus importantes appartiennent à la culture Pecica de l'âge du bronze et de l'époque dace. 
Șanțul Mare est un monticule situé sur la rive droite de la rivière Mureş, avec une forme ovale mesurant 120 mètres par 60–70 m. Le long axe du monticule a une orientation nord-est-ouest, étant parallèle au cours de la rivière. Le monticule fait partie d'une terrasse fluviale, qui était séparée par un énorme fossé qui l'entoure de tous côtés, à l'exception du côté est-sud-est. Là, une pente raide le sépare de la terrasse à travers laquelle la Mureş coule aujourd'hui. En raison de cet emplacement unique, le monticule est fortement fortifié, mais on ne sait pas encore s'il a été naturellement séparé du reste de la terrasse par un bras plus ancien de la rivière ou si ce type de fortification a été fait artificiellement par des hommes. 

#### Histoire du site archéologique
Les premières recherches à Şanţul Mare ont été effectuées en 1870 par Iosif Hampel et Floris Romer du Musée national des antiquités de Budapest et ont prouvé l'extraordinaire importance du site. L'archéologue amateur Ladislau Dömötör, professeur de peinture dans un lycée d'Arad, a poursuivi ses fouilles en 1898–1900, 1901 et 1902, et la majorité des artefacts daces connus, jusqu'à ce que de nouvelles fouilles aient commencé dans les années 1960, provenaient de ces efforts. Les résultats étaient nombreux et significatifs, mais la recherche était mal documentée et la plupart de ces documents sont restés non publiés. Les artefacts sont conservés au complexe du musée d'Arad. 
En 1910, une nouvelle campagne a été lancée par l'archéologue de Cluj Martin Roska, un pionnier de l'archéologie scientifique et le premier qui a aidé à clarifier la classification chronologique et culturelle des différentes périodes référencés ici. Les fouilles de 1910–1911, 1923 et 1924 ont identifié une demeure importante de l'âge du bronze moyen avec 16 périodes, la culture Mureş (à l'origine appelée Periam-Pecica). Les rapports ont examiné principalement les strates de l'âge du bronze, mais aussi celle de l'âge du cuivre moyen. 
Dorin Popescu a également sondé le site en 1943, et après avoir validé les périodes chronologiques identifiés par Roska, il a attiré l'attention sur certains vestiges de la période de La Tène et de la période de migration. 
Malgré de nombreuses découvertes matérielles daces, toutes les campagnes précédentes se sont concentrées sur l'âge du bronze. Cela, et le fait que les recherches antérieures étaient d'amateurs ou mal documentées, ont déclenché de nouvelles fouilles majeures dans les années 1960 sous la direction de l'archéologue Ion Horaţiu Crişan, en collaboration avec Egon Dörner. Les nouvelles fouilles de Pecica ont prouvé l'existence sur le plateau fortifié d'une grande colonie dace avec deux styles d'habitations différents, ainsi que d'un cimetière du XIe au XIIIe siècle. Les institutions qui ont participé entre 1960 et 1964 à la recherche comprenaient l'Institut d'histoire et d'archéologie de Cluj-Napoca, le musée Arad, l'Université Babeş-Bolyai et l'Institut de médecine et de pharmacie de Cluj-Napoca. 
Depuis 2005, les investigations ont repris sur le site après l'obtention d'une subvention importante de la National Science Foundation (USA), à la suite d'un projet de l'Arad Museum Complex en partenariat avec le Museum of Banat et l'Université du Michigan. Les objectifs de recherche comprenaient l'approfondissement des fouilles dans les zones stériles excavées lors de la campagne précédente et une étude plus approfondie du site. Une carte topographique détaillée des quartiers du site a également été créée. L'équipe était composée de: George Pascu Hurezan - Responsable scientifique (Arad Museum Complex), Florin Drașovean, Alexandru Szentmiklosi (Museum of Banat), John M. O'Shea, Sarah Sherwood (University of Michigan), Alex W. Barker (University of Missouri). 
En 2008, l'approfondissement s'est poursuivi dans la même zone (10 x 10 m) et la couche de l'âge du bronze moyen a été atteinte, l'objectif étant l'identification de structures résidentielles à partir de cette période.

#### Découvertes

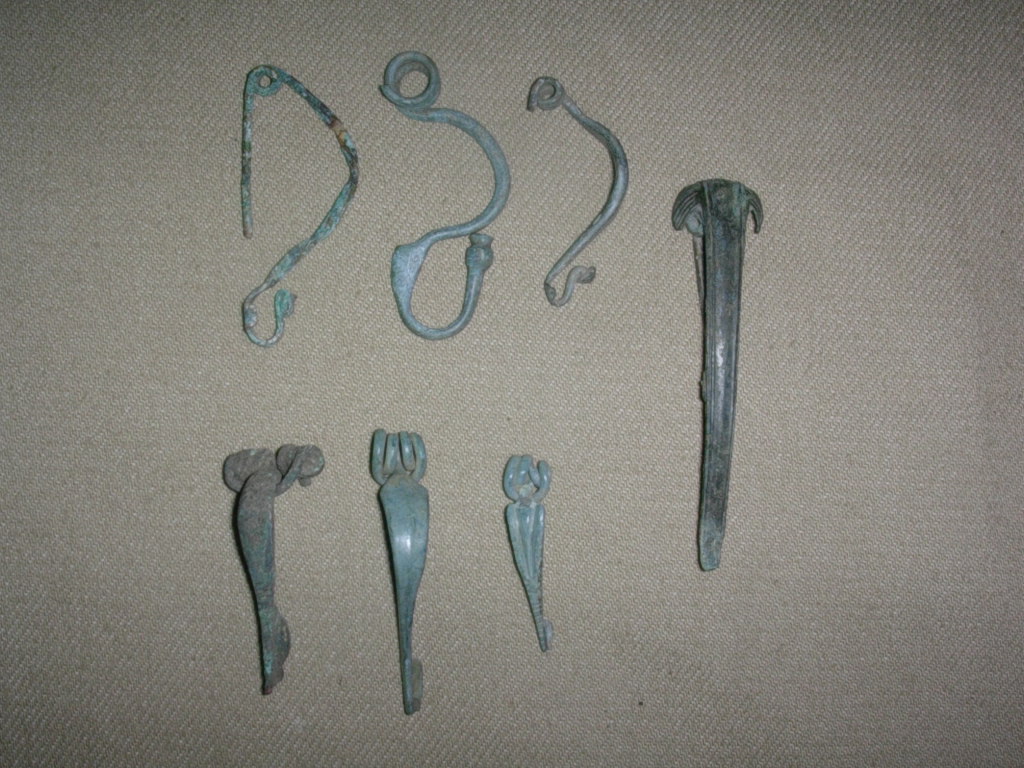
La Tène, Thraco-Getic et Nauheim Fibulae.

L'horizon dace plus ancien, identifié dans les années 1960 et nommé par Crișan Dacian I, était approximativement daté entre le IIe et le Ier siècle av. J.-C., mais les preuves sont rares. Les résultats comprennent un bol de fruits noirs polis travaillé à la main, d'un type manquant dans la couche récente, un bol de style Hallstatt et un fragment de péroné appartenant à une variante de type Nauheim. Une quantité importante de poteries grises travaillées sur des tours de potiers et similaires à celle de la couche plus récente ont également été découvertes, ce qui indique que cette couche ne peut pas être beaucoup plus ancienne que la couche récente. Il ne semble pas y avoir d'interruption dans les habitations entre les deux couches et il est probable que la colonie a été détruite par une attaque puis reconstruite. 
La dernière et la plus récente période dace, Dacian II, est supposé avoir existé entre le Ier siècle av. J.-C. et le IIe siècle apr. J.-C. Les preuves à l'appui comprennent une variété de poteries et de pièces de monnaie. Dans cette couche, on a découvert deux deniers d'argent républicains romains, l'un émis en 46–45 av. J.-C. et l'autre en 43 av. J.-C. Un denier d'argent de l'empereur Trajan (vers 106 apr. J.-C.) a également été découvert à l'automne 1961. 
La poterie découverte à cet horizon est de type fin et gris, travaillée principalement avec un tour de potier. Il a l'apparence de céramiques d'époque La Tène III, datées du Ier siècle av. J.-C.- Ier siècle. La poterie romaine importée semble être complètement manquante, ce qui pourrait signifier que cette colonie n'a pas duré trop longtemps à cette époque. Une autre découverte de cette période est un grand pot rouge, fabriqué au tour de potier, avec des lèvres en gradins, et qui est parfaitement analogue à la céramique de Sarmizegetusa (Grădiştea Muncelului), déjà datée entre le Ier siècle av. J.-C. et le Ier siècle apr. J.-C.. 
Sur le plateau à l'intérieur des fortifications ont été découverts plusieurs bâtiments rectangulaires, l'un d'eux avec une abside ronde. Les murs étaient faits de piquets en bois entrecroisés de tiges et collés avec de l'argile. Les bâtiments étaient couverts de roseaux et d'autres types de pailles. Le sol était en argile jaune, bien pressé. Les bâtiments étaient très proches les uns des autres, parfois la distance entre eux n'était que d'un mètre. 
Au cours de l'été 1962, plusieurs relevés ont été effectués pour vérifier la plaine environnante, à proximité du monticule, à l'extérieur du fossé. Ces relevés ont montré que la colonie dace n'était pas limitée au plateau entouré par le fossé, mais qu'elle était dispersée dans les champs à proximité. Le plateau était le seul point fortifié de la colonie, alors qu'en revanche, les habitations extérieures étaient des huttes de boue partiellement creusées dans la terre, avec peu d'objets inventoriés. C'est une preuve sûre de l'existence d'une stratification sociale les riches (tarabostes) restant sur la butte, tandis que les taudis des hommes libres (comati) se trouvaient tout autour. 
Dans l'un des bâtiments, il a été découvert des creusets pour le métal liquide en fusion, des moules d'argile, une enclume de fer, de petits ciseaux en bronze, plusieurs petits objets comme des fibules, des ornements en métal, des boucles, des miroirs, des boutons, etc. Sur la base de ces objets, on suppose que le bâtiment appartenait à un artisan impliqué dans la fabrication de petits objets, probablement un bijoutier. 
Une autre découverte importante a été un petit sanctuaire rond d'un diamètre de 7 mètres. Le sanctuaire est composé d'un foyer central, peut-être utilisé pour les offrandes, entouré de piliers épais mais peu profonds, en bois. La succession de piliers est particulièrement intéressante, à savoir six piliers ronds suivis d'un pilier rectangulaire plus grand, qui ressemble beaucoup au grand sanctuaire rond sur la terrasse de Sarmizegetusa, qui servait de sanctuaire-calendrier. 
Un atelier dace a été découvert avec de l'équipement pour frapper des pièces de monnaie ainsi que des preuves de travail du bronze, de l'argent et du fer qui suggèrent un large éventail de forge des métaux. Des enclumes en forme de pyramides tronquées massives ont été trouvées dans l'atelier avec des hauteurs entre 0,14 et 0,15 m et des poids entre 6,85 et 7,65 kg. 
Les fouilles de 2005 ont identifié les couches daces et de celles de l'âge du bronze tardif et récupéré des restes calcinés de grains, d'os d'animaux et de pièces dans une forge. 
Au cours des fouilles, de nombreux puits de stockage de céréales ont été découverts à la fois sur le plateau et à l'extérieur de celui-ci, beaucoup d'entre eux montrant un travail de grande qualité. Cela indique que la principale occupation des habitants pendant la période dace était l'agriculture. Les ossements d'animaux découverts montrent qu'une autre activité importante était l'élevage de bétail et, dans une moindre mesure, la chasse. Les métiers sont également bien représentés comme le prouvent les ateliers découverts. Le village était également un centre économique caractérisé par la production de marchandises, mis en évidence par l’atelier de bijoux bien équipé. La présence de commerçants nationaux et étrangers est attestée par de nombreux articles d'importation. 
Tous les preuves indiquent que l'importante colonie dace de Pecica était probablement le centre d'une tribu ou d'une union tribale, intégrée à l'État dace. Le centre fortifié a prospéré à l'époque de l'État dace (Ier siècle av. J.-C.- Ier siècle apr. J.-C.). La taille de cette cité et des niveaux de développement mitoyens comme un oppidum dace, semblable à Piroboridava (Poiana) et Argedava (Popeşti). 
On pense que pendant les guerres daces de 101 à 106 apr. J.-C. de Trajan, la colonie a été détruite bien qu'elle soit située en dehors de la province de Dacie nouvellement constituée. Cependant, étant situé près de la rivière Mureş, près de la nouvelle frontière romaine, il est probable qu'elle a été détruite par les romains. En tout cas il est certain qu'elle s'est éteinte à la suite d'un violent incendie dont les traces sont visibles partout et qu'elle n'a plus été habitée après le IIe siècle. Il est probable qu'à cause de cela et contrairement à d'autres villes avec des noms daces, cette colonie ne fut plus mentionnée par les itinéraires romains comme Tabula Peutingeriana. 
Cependant, les communautés daces et sarmates continuent de vivre dans la région, strictement surveillées par les Romains. Pendant la période de migration (IIIe – Xe siècle), le territoire entre Tisa, Crişul Alb et Mureş a été successivement dominé par les Sarmates, les Goths, les Huns, les Gepidae, les Avars et les Slaves. 
À l'époque médiévale (XIe – XIIIe siècles), l'emplacement de la colonie était utilisé comme promontoire du cimetière, comme le montre la multitude de tombes et de squelettes humains découverts dans une couche plus jeune, au cours de la plupart des campagnes archéologiques. 
Le département d'archéologie du complexe du musée d'Arad possède un large éventail d'artefacts provenant des établissements daces et des fortifications des basses vallées de Mureş et de Crişul Alb, y compris Pecica. Au moins 3 000 artefacts de toutes les périodes proviennent des découvertes archéologiques de Şanţul Mare.

### Cladova
D'un autre côté, à Cladova, dans le comté d'Arad, un certain nombre de briques estampées romaines ont été trouvées à l'endroit où l'on pense que se trouvait Ziridava. 
L'archéologue George Pascu Hurezan a noté qu'à Cladova il a également été découvert un nouvel anneau de scellement.

### Zărand
Une autre hypothèse suggère que Ziridava était située à Zărand, dans le comté d'Arad, près de la baie de la rivière Crişul Alb. 

### Arad
On pense également que la forteresse de Ziridava est située à Arad, en Roumanie[Par qui ?]. 

## Voir également
- Dava davae
- Liste des villes anciennes de Thrace et Dacia
- Dacia
- Dacia romaine
- L'âge du bronze en Roumanie

### Ancien
- (la) inconnu, Tabula Peutingeriana, 1er-4è siècle (lire en ligne)
- (grc) Claudii Ptolemaei, Geographia, 140 ap jc (lire en ligne)

Anonyme (1-4e siècle). Tabula Peutingeriana (en latin). https://www.tabula-peutingeriana.de/index.html?cont=start
Claudius Ptolémée (c. 140 après J.-C.). Geographia [Géographie] (en grec ancien).https://books.google.fr/books?id=4ksBAAAAMAAJ&redir_esc=y

### Moderne
- « Arad Museum Complex – Department of Archaeology » [archive du 15 mars 2010], museumarad.ro, 2011 (consulté le 15 mars 2010)
- (ro + fr) Crișan, « Ziridava », APVLVM, Alba Iulia, Romania, Muzeul Național al Unirii (National Museum of the Union), no 5,‎ 1962 (lire en ligne [archive du 9 mars 2011])
- (ro) Ion Horațiu Crișan, Burebista and His Time, Bucarest, Editura Academiei Republicii Socialiste România, coll. « Volume 20 of Bibliotheca historica Romaniae: Monographies », 1978, 253 pages (lire en ligne)
- (ro + de) Ion Horațiu Crișan, Ziridava – Săpăturile de la "Șanțul Mare" din anii 1960, 1961, 1962, 1964, Arad, Comitetul de Cultură și Educație Socialistă al Județului Arad, 1978 (lire en ligne)
- Barbara Ann Kipfer, Encyclopedic Dictionary of Archaology, 2000,  (ISBN 978-0-306-46158-3) https://books.google.fr/books?id=XneTstDbcC0C&redir_esc=y
- « Official Portal of Pecica - Overview, including history » [archive du 14 mars 2010], pecica.ro, 2011 (consulté le 14 mars 2010)
- (ro + en) Olteanu, « Linguae Thraco-Daco-Moesorum – Ptolemy's Dacia » [archive du 3 mars 2011], Linguae Thraco-Daco-Moesorum (consulté le 3 mars 2011)
- (ro + en) Olteanu, « Linguae Thraco-Daco-Moesorum – Toponyms Section » [archive du 3 janvier 2010], Linguae Thraco-Daco-Moesorum (consulté le 3 janvier 2010)
- Sorin Paliga, Etymological Lexicon of the Indigenous (Thracian) Elements in Romanian, Bucharest, Romania, Fundatia Evenimentul, 2006, 398 p. (ISBN 973-87920-0-2)
- (ro + fr) Vasile Pârvan, Getica, București, Romania, Cvltvra Națională, 1926 (lire en ligne)

- (ro) « Pecica Tourism and Historical Data at Arad County Council » [archive du 15 mars 2010], cjarad.ro, 2011
- Gudmund Schütte, Ptolemy's maps of northern Europe : a reconstruction of the prototypes, Copenhague, H. Hagerup, 1917 (lire en ligne)
- Timothy Taylor (2001)Northeastern European Iron Age (Editions Melvin Ember)  (ISBN 978-0-306-46258-0). https://books.google.fr/books?id=uOzejz5zUTQC&redir_esc=y